# Catherine Aulia
Catherine Aulia (* 7. Mai 2004 in New South Wales) ist eine australische Tennisspielerin.

## Karriere
Catherine Aulia bevorzugt Hartplätze. Seit 2017 spielte sie auf der Juniorinnentour der ITF und gewann 2017 den Cayman Cup der Mädchen. Seit 2020 auf der ITF Women’s World Tennis Tour. Bei ihrer ersten Turnierteilnahme 2020 in Hamilton erreichte sie die zweite Runde. 
Im Januar 2022 erhielt sie eine Wildcard für das Bendigo International, einem mit 60.000 US-Dollar dotierten Turnier in Bendigo. Sie verlor aber bereits ihr Auftaktmatch gegen Jamie Loeb mit 1:6 und 2:6. Anschließend erhielt sie eine Wildcard für die Qualifikation zum Dameneinzel der Australian Open. Dort traf sie in der ersten Runde auf Catherine McNally, der sie mit 0:6 und 3:6 unterlag. Im April 2022 konnte sie ihren ersten ITF-Titel im Doppel feiern.

## Turniersiege

### Doppel
| Nr. | Datum          | Turnier     | Kategorie | Belag     | Partnerin       | Finalgegnerinnen                      | Ergebnis         |
| --- | -------------- | ----------- | --------- | --------- | --------------- | ------------------------------------- | ---------------- |
| 1.  | 23. April 2022 | Chiang Rai  | ITF W15   | Hartplatz | Talia Gibson    | Ma Yexin Xun Fangying                 | 6:3, 7:65        |
| 2.  | 9. August 2025 | Tweed Heads | ITF W15   | Hartplatz | Lily Fairclough | Monique Barry Gabriella Da Silva Fick | 2:6, 6:4, [11:9] |